# Antonio Baciero
Antonio Rodriguez Baciero (Aranda de Duero, Burgos, 29 mai 1936) est un pianiste, organiste et musicologue espagnol,.

## Biographie
Né à Aranda de Duero, il commence ses études musicales de Pampelune, où il donne son premier concert à dix ans. Il étudie ensuite (1945) au Conservatoire royal de Madrid avec Puri Villar et Julia Parodie et à tout juste dix-huit ans obtient un premier prix et un prix spécial. C'est le début de son amitié avec Esteban Sánchez. Il se perfectionne ensuite par un cursus international à l'Académie Chigiana de Sienne, avec Guido Agosti. Après avoir abandonné ses études de médecine, il s'installe à Vienne entre 1956 et 1965. Il étudie avec Viola Thern, Paul Badura-Skoda, Jörg Demus et Alfred Brendel.

### Carrière
Antonio Baciero se concentre sur l'interprétation de la musique de la Renaissance et du baroque se produisant sur les scènes du monde entier,.
Il consacre également une grande partie de son travail à la restauration d'orgues, dont beaucoup sont abandonnés et oubliés dans de nombreuses églises espagnoles. Par la suite, il se consacre à l'enregistrement des compositions de musiciens espagnols, en particulier l'intégrale de l'œuvre d'Antonio de Cabezón, qui est toujours la seule jusqu'à aujourd'hui,,.
Sa carrière internationale débute en 1961 lorsqu'il participe au Concours Viotti de Vercelli, fondé par le célèbre pianiste Arturo Benedetti Michelangeli et président du jury.
En 1963, il interprète les Six partitas de Bach lors de concerts à Vienne, Madrid et Barcelone... il est considéré par les critiques comme un spécialiste du grand compositeur allemand. Lors de l'inauguration du Teatro Real (1966), il est présent avec Santiago Kastner dans deux programmes avec des œuvres de Cabezon à Madrid, avec une remarquable résonance. Suit la réception – au côté de Nadia Boulanger – du prix de la « Juventudes Musicales de Madrid » pour les meilleures interprétation de la saison (1967). Son amitié avec Fernando Remacha (l'un des notables maîtres du groupe Génération des 27) l'a sensibilisé avec les idéaux de la récupération du patrimoine de la musique ancienne espagnole et il entreprend des recherches et d'édition qu'il partage avec ses activités de concertiste.
La première série est l'« Œuvre complète » d'Antonio de Cabezón (10CD), sur des orgues historiques espagnols, piano moderne et dix-sept instruments originaux de différents musées : Londres, (Fenton House et le Victoria et Albert Museum), Nuremberg (Germanisches Nationalmuseum) et Paris (musée du Conservatoire). L'édition publiée par Hispavox reçoit à deux reprises le prix national du disque et le magazine Ritmo, avant d'être nommé pour le prix mondial du disque de Montreux (1979). Sa mise en œuvre s'intègre dans dix récitals, organisés dans le IIIe cycle des grands auteurs et interprètes de l'Université autonome de Madrid.
Baciero participe à de nombreuses concerts commémoratifs : Centenaires d'Albert Schweitzer, Haydn, Soler, ou l'exécution intégrale des œuvres pour clavier de Bach au Gewandhaus de Leipzig pour la « Neue Bach Gesellschaft » ; lors du 150e anniversaire de la mort de Schubert, au Festival de Grenade. Il joue de nombreux cycles et des concertos de Mozart, et participe à de multiples collaborations pour le Quinto Centenario et “Expo 92” à Séville, « Europalia » à Bruxelles, “Exposition Universelle de Lisbonne”, « España Nuevo Milenio », l'Institut Cervantes, « Salamanca 2002 », « Seacex », « Sociedad Estatal de Conmemoraciones Culturales »... exerçant également une plus grande activité pédagogique (cours d'interprétation, thèmes spécialisés, membre de jury dans des concours internationaux, etc.).
Son attention pour le Baroque et le son idéal sonore d'une époque passée, l'a conduit à la récupération des orgues et des forte-pianos historiques, en collaborant à des spectacles avec le parrainage de l'UNESCO et d'autres fondations : Sánchez-Albornoz, Hennie Omstad, Juan Mars, Banco Consolidado, Gulbenkian, Real Fundación de Toledo, etc. Des concerts exceptionnels aux archivo General de Simancas (centenaire de Felipe II), au Monastère de El Escorial, au Château de Versailles, aux Invalides (Paris), à la Royal Academy of Music (Londres), au  musée d'histoire de l'art (Vienne)…
Ses activités de concert se sont étendues en Amérique (Metropolitan Museum, Carnegie Hall, Bibliothèque du Congrès, Cleveland Museum of Art, Princeton University, New York university, université Harvard, etc.) et effectue en récital et avec orchestre des productions de radio et de télévision. Ses tournées dans l'ex-URSS – de la Baltique à la Sibérie – ont également remporté de grands succès, tels que le « Cycle de musique espagnole » au Conservatoire Tchaïkovski de Moscou, et des classes de maître au Collegium Musicum et à la chapelle impériale de Saint-Pétersbourg.

## Prix et récompenses
Antonio Baciero est membre honoraire de l'Institut Bach-Riemenschneider (Université Baldwin Wallace, Ohio), la Société espagnole de musicothérapie, Société culturelle Université FSY (Lake Forest College, Chicago), EPTA (European Piano Teachers Association), Ateneo de Valladolid, officiel de l'Académie française (« Patrie, Art, Humanisme, Civisme ») et président honoraire de la « Sociedad Hispánica de Música Barroca ». Prix « Castilla y León » des arts, Mention élogieuse de l'ordre du mérite civil, et prix national ADELFA (Association pour la protection du patrimoine historique et artistique). Prix, Racimo de Musica, 2004 Conseil municipal de Serrada (Valladolid), membre de l'Académie royale d'Histoire (Madrid), de San Dámaso de Arte e Historia (Madrid), de la de San Quirce de Historia y Arte (Segovia) et Honneurs et institution académique Fernán González de Burgos. L'école de musique d'Aranda de Duero, où il est né, porte son nom.

## Publications
Ses œuvres de musicologue et de chercheur sont recueillies principalement dans Nueva Biblioteca Española de Música de Teclado” (siglos XVI al XVIII ; éd. Unión Musical Española),, avec cinq cents œuvres espagnoles inédites, Cuadernos para el Piano (Real Musical) et Obra completa para piano de Fernando Remacha (Pamplune, 2003).

## Enregistrements
Il a enregistré pour les labels RCA, Hispavox, Ensayo, Etnos, Telefunken-Decca, GAM-Clásica, EMI-Odeon et Testimonio Editorial.

## Liens contextuels
- Sebastián de Albero
- Antonio de Cabezón